# Saint-Étienne-Lardeyrol
Saint-Étienne-Lardeyrol é uma comuna francesa na região administrativa de Auvérnia-Ródano-Alpes, no departamento de Alto Loire. Estende-se por uma área de 11,69 km². Em 2010 a comuna tinha 779 habitantes (densidade: 66,6 hab./km²).